# Okcitanski križ
Okcitanski križ (imenovan tudi križ Okcitanije, križ Languedoca, toulouški križ) je heraldični križ, ki se danes v glavnem uporablja kot simbol Okcitanije.
Oblika je bila verjetno prvič uporabljena v grbu grofov Forcalquier (v sodobni Provansi), v 12. stoletju, in pri grofih Toulouških kot markizih Provansalskih, na kovancih in žigih iz 13. stoletja. Pozneje se je razširila na druge pokrajine Okcitanije, in sicer Provanso, Guyenne, Gaskonjo, Daufinejo, Auvergne in Limousin.
Rumeni okcitanski križ na krvavo rdečem ozadju s sedemkrako zlato zvezdo Félibrige tvori zastavo sodobne Oksitanije. Med drugim ga lahko najdemo v emblemih nekdanjih regij Jug-Pireneji, Languedoc-Roussillon in Hautes-Alpes pa tudi na pokopališčih in na podeželskih križiščih.
Blazon sodobnega grba Toulouških je orisan zlati križ s kroglicami na vogalih, na rdečem polju; ocsitansko "de golas a la crotz voidada, clechada (ali patèa) e pometada d'aur". V starem okcitanskem epu Chanson de la croisade albigeoise se imenuje Raymondinov križ (crotz ramondenca).

## Zgodovina
Okcitanski križ se verjetno najprej pojavil v grbu grofov Forcalquier, nato pa v času vladavine Raymonda V., grofa Toulouškega, kot poseben opis njegovega uradnega pečata iz leta 1165. Kmalu se razširi po celotnem jugozahodnem delu današnje Francije in ga celo opazimo v različnih mestih na severu v celotnem 12. stoletju. Za križ je bilo predlaganih več razlag, ki pogosto poudarjajo njegovo simbolno plat in pustijo ob strani dejstvo, da »heraldika ni znanost o simbolih ampak pomožna zgodovinska veda, ki preučuje grbe«.
Henri Rolland je leta 1950 predlagal, da bi se izvor okcitanskega križa zasledil do markizov Provanse, severno od Durance, natančneje do mesta Venasque .
Leta 1966 je Roger Camboulives v reviji L'Auta izrazil svojo idejo, da okcitanski križ izhaja iz sončnega križa in morda nestorijanskega križa, ki so ga našli v kitajskem Turkestanu. V Toulouse naj bi prispel preko severne Italije in Provanse, verjetno nekje v 10. stoletju. Camboulives leta 1980 znova poudarja vlogo, ki so jo odigrali Vizigoti s prisotnostjo majhnih kroglic na koncu križevega kraka: lahko bi predstavljale dvanajst hiš zodiaka.
Leta 1986 Jean-Yves Royer (v Le Pays de Forcalquier) trdil, da je bil križ prvotno iz Provanse, vendar priznava, da je bila teorija Henrija Rollanda napačna in zgrajena okoli napačnih datumov. Royer zaključi, da je Rolland morda napačno okcitanski križ spremenil s križem Forcalquierja. Najpomembnejše dokaze črpa iz dveh križev, izklesanih v pokrovu sarkofaga, najdenega v majhni občini Ganagobie, v Alpes-de-Haute-Provence.
Pierre Saliès leta 1994  še enkrat trdi, da je toulouški križ in je plod zaporednih lokalnih evolucij, morda iz jeruzalemskega križa.
Dve leti zatem v L'Auti (št. 612) Jean Rocacher potrdi, da je okcitanski križ »najprej lastni simbol starega grofije Venasque, kasneje raztrganega med rodbinama Toulouse in Forcalquier«.
Leta 2000 Laurent Macé (v Les Comtes de Toulouse et leur entourage) trdi, da je okcitanski križ postal simbol grofov, potem ko je Raymond IV. sodeloval v prvi križarski vojni. Izvira iz Konstantinopla. Macé kaže, da je bil njegov vzorec prvič najden na bizantinskem območju in se je razširil po zahodni Evropi prek Italije in Provanse. Križa Venasqueja in Forcalquierja bi torej imela isti izvor.
Kasneje istega leta je Bertran de la Farge (v La Croix occitane) našel originalni okcitanski križ nekje pri markizu  Provanškem, verjetno v Venasque. Trdi, da bi lahko šlo za mešanico konstantinoplskega križa in koptskega križa, ki so ga v Provanso prinesli menihi in morda tudi skozi svetega Mavricija.
- 15. stoletje -  prikaz grbov Toulouških s prečko na vsakem kraku.
- Pozno srednjeveška upodobitev kot grb družine Mozzi v Firencah v Palazzo Mozzi.
- grb Touluških grofov (1509)
- V mestnem grbu Toulousa (1515)
- Toulouški grb iz obdobja Henrika IV. Francoskega (vladal 1572–1610)
- Slika iz 18. stoletja v grbu Marguerite-Delphine de Valbelle, gospa Tourves (umrla 1784), kot del grba družine Valbelle.

## Sodobna uporaba
Okcitanski križ lahko najdemo na številnih zastavah, grbih, emblemih in logotipih. Sledi nepopoln seznam:

### Regije in province
- Zastava Languedoc-Roussillon
- Zastava in grb Jug-Pireneji
- Zastava Doline Aran

### Departemaji
- Grb Aude in sveta Aude
- Grb Gard
- Grb Hautes-Alpes
- Grb Haute-Garonne
- Grb Hérault
- Grb Tarn
- Grb Tarn-et-Garonne

### Mesta
- Grb Ansignan
- Grb Buoux[5]
- Grb Céreste
- Grb Colomiers
- Grb Fanjeaux
- Grb Gigondas[6]
- Grb Laissac
- Grb Llupia
- Grb Méthamis[7]
- Grb Moissac
- Grb Monclar
- Grb Port-la-Nouvelle
- Grb Saint-Didier
- Grb Sévérac-le-Château
- Grb mesta Toulouse
- Grb Travaillan[8]

- Grb Venasque[9]
- Zastava Vianne[10]
- Grb Villeneuve-d'Aveyron
- Grb Villefranche-de-Lauragais
- Grb Villefranche-de-Rouergue

### Razno
- Logo Toulouse FC
- Place du Capitole, Toulouse[11] (43°36′16″N 1°26′36″E / 43.604389°N 1.443361°E)
- Grb La Tour d'Auvergne
- cestna signalizacija v Toulousu
- cestna signalizacija v Limousin[12]
- Znak Conseil Interprofessionnel des Vins du Languedoc[13]